# کورا-فولبه

کورا-فولبه شهری در شهرستان کونگوسی در استان بام در بورکینافاسوی شمالی است و جمعیت آن ۱۵۳ نفر است.